# Kaika
Kaika (japonsky 開化天皇, Kaika tennó) byl v pořadí devátým japonským císařem podle tradičního pořadí posloupnosti. O tomto císaři a jeho možné existenci nejsou k dispozici žádné jasné údaje, a historici ho tudíž nazývají „legendárním císařem“. Kaika se narodil v roce 208 př. n. l. a vládl od roku 158 př. n. l.. Měl ženu Ikagašikome a tři konkubíny, se všemi měl dohromady pět dětí. Konec Kaikovy vlády je datován rokem 98 př. n. l., kdy zemřel, a na trůnu jej vystřídal jeho syn Sudžin. Sudžin je mimo jiné prvním císařem, o kterém historici říkají, že mohl doopravdy existovat.